# Miet Smet
Pour les articles homonymes, voir Smet.
Maria Bertha Petrus (Miet) Smet, née à Saint-Nicolas le 5 avril 1943 et morte le 19 décembre 2024 à Destelbergen, est une femme politique belge flamande du parti chrétien démocrate flamand. 

## Biographie
Miet Smet est la fille du sénateur belge Albert Smet. Le 27 septembre 2008 elle épouse l'ancien Premier ministre Wilfried Martens. 
Elle soutient une politique d'égalité entre les femmes et les hommes. En 1983, elle préside la Commission du travail des femmes et s'intéresse à la question du harcèlement sexuel. Elle écrit régulièrement dans le magazine féministe Lilith. 
En 1986, Miet Smet, alors secrétaire d'État à l'Émancipation sociale, fonde le Conseil de l'émancipation sociale, un organe consultatif réunissant des associations, syndicats, partis politiques et des commissions féminines ministérielles. Elle lance la campagne de sensibilisation « Sex collègue ? Ex collègue » contre le harcèlement sexuel. Elle met en avant ce thème auprès de la Communauté économique européenne qui, en 1991, fournit un Code de bonne pratique aux États membres pour que ceux-ci mettent en place des mesures de prévention. Miet Smet commande de nombreux travaux féministes, encourageant ainsi la recherche sur différents thèmes et créant des outils pour la recherche historique.
En tant que ministre de l'Emploi et du Travail chargée de l'Égalité des chances, elle oriente son travail sur les thèmes des violences contre les femmes et aux enfants, l'intégration des femmes dans le travail, la vie socio-économique et dans tous les niveaux de prise de décision. En 1991, elle organise la première conférence des ministres européens sur la violence physique et sexuelle à l'encontre des femmes et des enfants. En 1994, elle est à l'initiative de la loi des quotas avec le ministre Louis Tobback. 
Miet Smet souhaite également redonner une impulsion aux associations féministes. Cela passe notamment par des subventions et par la création, en 1995, de l'asbl Amazone à Saint-Josse-ten-Noode (Bruxelles), un centre fédéral qui favorise la rencontre entre les organisations actives pour l'égalité de genre. Elle est également à l'initiative de la création du CARHIF (Centre d'archives et de recherches pour l'histoire des femmes).

## Honneurs
- Ministre d'État le 28 janvier 2002
- Grand officier de l'ordre de Léopold en 2004.
- Grand-croix de l'ordre du Mérite de la République fédérale d'Allemagne avec étoile, 2001

## Carrière politique
- 1978-1995 : membre du Parlement fédéral belge pour le CVP (Chambre, puis Sénat)
- 1985-1992 : Secrétaire d'État fédérale pour l'Environnement et l'Émancipation sociale
- 1992-1999 : ministre fédérale de l'Emploi et du Travail, chargée de l'égalité des chances hommes-femmes
- 1999-2004 : membre du Parlement européen
- 2004-2009 : députée flamande
- 2007-2009 : Sénatrice de Communauté